# Sadki (gmina)
Sadki est une gmina rurale du powiat de Nakło, Couïavie-Poméranie, dans le centre-nord de la Pologne. Son siège est le village de Sadki, qui se situe environ 11 km à l'ouest de Nakło nad Notecią et 38 km à l'ouest de Bydgoszcz.
La gmina couvre une superficie de 153,69 km2 pour une population de 7 149 habitants.

## Géographie
La gmina est bordée par les gminy de Kętrzyn, Korsze, Sępopol et Srokowo. Elle est également frontalière de la Russie (oblast de Kaliningrad).